# Amphicrossus
Amphicrossus är ett släkte av kräftdjur. Amphicrossus ingår i familjen Erebonasteridae.
Amphicrossus är enda släktet i familjen Erebonasteridae.
Kladogram enligt Catalogue of Life:
| Amphicrossus | \| \| Amphicrossus altalis \| \| \| \| \| \| Amphicrossus spinulosus \| \| \| \| |
|              | \| \| Amphicrossus altalis \| \| \| \| \| \| Amphicrossus spinulosus \| \| \| \| |
|              | Amphicrossus altalis                                                             |
|              |                                                                                  |
|              | Amphicrossus spinulosus                                                          |
|              |                                                                                  |